# Assenois (Léglise)
Assenois is een dorp in de Belgische provincie Luxemburg en een deelgemeente van de gemeente Léglise.
Tot de deelgemeente behoort eveneens het dorp Les Fossés dat in 1823 werd aangehecht. Bij de fusie van 1977 werd het grootste gedeelte van de voormalige gemeente Assenois bij Léglise gevoegd. De gehuchten Cousteumont en Le Sart (samen een oppervlakte van 8,79 km²) werden bij Neufchâteau aangehecht.

## Demografische ontwikkeling
- Bron: NIS; Opm:1806 t/m 1970=volkstellingen; 1976=inwoneraantal op 31 december
- 1823:aanhechting van Les Fossés

Deelgemeenten: Assenois · Ébly · Léglise · Mellier · Witry

Overige dorpen: Behême · Bernimont · Bombois · Burnaimont · Chêne · Chevaudos · Gennevaux · Habaru · Lavaux · Les Fossés · Louftémont · Maisoncelle · Narcimont · Naleumont · Nivelet · Rancimont · Thibessart · Traimont · Vaux-lez-Chêne · Vlessart · Volaiville · Winville · Witimont

Belgische gemeenten · Arrondissement Neufchâteau · Luxemburg · Wallonië